# Cuba nos Jogos Paralímpicos de Verão de 2004
Cuba participou dos Jogos Paralímpicos de Verão de 2004, que foram realizados na cidade de Atenas, na Grécia, entre os dias 17 e 28 de setembro de 2004.
A delegação conquista onze medalhas (2 ouros, 2 pratas, 7 bronzes) nesta edição das Paralimpíadas.